# Domantas Pauliuščenko
Domantas Pauliuščenko (ur. 24 kwietnia 1997) – litewski zapaśnik walczący w stylu wolnym. Zajął 21. miejsce na mistrzostwach świata w 2024. Dwunasty na mistrzostwach Europy w 2022 i 2024. Brązowy medalista mistrzostw nordyckich w 2017 roku.